# Thevaram
Thevaram es una ciudad y nagar Panchayat situada en el distrito de Theni en el estado de Tamil Nadu (India). Su población es de 16079 habitantes (2011). Se encuentra a 28 km de Theni.

## Demografía
Según el censo de 2011 la población de Thevaram era de 16079 habitantes, de los cuales 7981 eran hombres y 8098 eran mujeres. Thevaram tiene una tasa media de alfabetización del 76,53%, superior a la media estatal del 80,09%: la alfabetización masculina es del 83,39%, y la alfabetización femenina del 69,78%.